# Всемирный день борьбы с диабетом

«Объединимся в борьбе против диабета» — Символ, утверждённый ООН для обозначения сахарного диабета.

Всемирный день борьбы с диабетом (на других официальных языках ООН: англ. World Diabetes Day, араб. اليوم العالمي لمرضى السكري, ‎исп. Día Mundial de la Diabetes, кит. 世界糖尿病日, фр. Journée mondiale du diabète
) — этот день служит важным напоминанием всему прогрессивному человечеству о том, что распространённость заболевания неуклонно возрастает.
Впервые Всемирный День Диабета был проведен Международной диабетической федерацией и ВОЗ (Всемирной Организацией Здравоохранения) 14 ноября 1991 года для координации борьбы с диабетом во всём мире. Благодаря деятельности IDF Всемирный День Диабета охватывает миллионы людей во всём мире и объединяет диабетические общества 145 стран с благородной целью повышения осведомлённости о сахарном диабете и его осложнениях. Ежегодно наметив тему, непосредственно касающуюся лиц с диабетом, IDF не стремится сконцентрировать все усилия на акции одного дня, а распределяет активность на весь год.
Отмечается ежегодно 14 ноября — дата выбрана в знак признания заслуг одного из открывателей инсулина Фредерика Бантинга, родившегося 14 ноября 1891 года. Начиная с 2007 года, отмечается под эгидой Организации Объединённых Наций. Был провозглашён Генеральной Ассамблеей ООН в специальной резолюции  №  A/RES/61/225 от 20 декабря 2006 года. 
В резолюции Генеральной Ассамблеи предлагается государствам-членам ООН разработать национальные программы по борьбе с сахарным диабетом и уходом за лицами с диабетом. В этих программах рекомендовано учитывать сформулированные в Декларации тысячелетия цели развития.

## Важность мероприятия
Сахарный диабет входит в тройку заболеваний, наиболее часто приводящих к инвалидизации населения и смерти (Атеросклероз, рак и сахарный диабет).
По данным ВОЗ, сахарный диабет увеличивает смертность в 2—3 раза и сокращает продолжительность жизни.
Актуальность проблемы обусловлена масштабностью распространения сахарного диабета. На сегодняшний день во всём мире зарегистрировано около 200 млн. случаев, но реальное число заболевших примерно в 2 раза выше (не учтены лица с лёгкой, не требующей медикаментозного лечения, формой). При этом заболеваемость ежегодно увеличивается во всех странах на 5…7%, а каждые 12…15 лет — удваивается. Следовательно, катастрофический рост числа заболевших принимает характер неинфекционной эпидемии.
Сахарный диабет характеризуется устойчивым повышением уровня глюкозы в крови, может возникнуть в любом возрасте и продолжается всю жизнь. Отчётливо прослеживается наследственная предрасположенность, однако реализация этого риска зависит от действия множества факторов, среди которых лидируют ожирение и гиподинамия. Различают сахарный диабет 1 типа или инсулинозависимый и сахарный диабет 2 типа или инсулиннезависимый. Катастрофический рост заболеваемости связан с сахарным диабетом 2-го типа, доля которого составляет более 85% всех случаев.
11 января 1922 года Бантинг и Бест впервые сделали инъекцию инсулина подростку Леонарду Томпсону, страдающему сахарным диабетом — началась эра инсулинотерапии — открытие инсулина явилось значительным достижением медицины XX столетия и было удостоено Нобелевской премии в 1923 году.
В октябре 1989 года была принята Сент-Винсентская декларация по улучшению качества помощи лицам с сахарным диабетом и разработана программа её реализации в Европе. Подобные программы существуют в большинстве стран.
Жизнь пациентов продлилась, они перестали умирать непосредственно от сахарного диабета. Успехи диабетологии последних десятилетий позволяют оптимистически смотреть на решение проблем, вызываемых диабетом.

## Темы Всемирного дня

Плакат 2007 года

- 1991 г. — «Проблема диабета выходит в мир»
- 1992 г. — «Диабет: проблема всех возрастов и всех стран»
- 1993 г. — «Взрослея с диабетом»
- 1994 г. — «Диабет и старение»
- 1995 г. — «Цена неведения»
- 1996 г. — «Инсулин для жизни»
- 1997 г. — «Глобальное осознание — ключ к лучшей жизни»
- 1998 г. — «Диабет и права человека»
- 1999 г. — «Стоимость диабета» (затраты на диабет)
- 2000 г. — «Диабет и качество жизни в новом тысячелетии»
- 2001 г. — «Уменьшение бремени: диабет и сердечо-сосудистые заболевания»
- 2002 г. — «Ваши глаза и диабет: не забывайте о риске»
- 2003 г. — «Диабет может стоить вам почек. Действуйте немедленно!»
- 2004 г. — «Борьба с ожирением предупреждает диабет»
- 2005 г. — «Первостепенное внимание стопе — предотвращение ампутации» (Диабет и уход за ногами)[1]
- 2006 г. — «Диабет: помощь — каждому!» (Диабет у обездоленных и уязвимых слоев населения)[1]
- 2007—2008 гг. — «Сахарный диабет у детей и подростков»[1]
- 2009 г. — «Диабет, образование и профилактика»[1]
- 2010 г. — «Возьмём под контроль диабет. Сейчас же» (Let's take control of diabetes. Now.)[2]
- 2011 г. — «Воздействуем на диабет. Сейчас же» (Act on Diabetes. Now.)[3]
- 2012 г. — «Диабет: защитим наше будущее» (Diabetes: protect our future)[4]
- 2013 г. — «Предотвратим диабет для защиты нашего будущего» (Prevent diabetes to protect our future)[5]
- 2014 г. — «Начнём день со здорового завтрака» (Starting the day with a healthy breakfast)[6]
- 2015 г. — «Сделаем здоровое питание нормой, а не привилегией» (Let’s make healthy eating a right, not a privilege)[7]
- 2016 г. — «Глаза при диабете» (Eyes on Diabetes)[8][9]
- 2017 г. — «Женщины и диабет» (Women and diabetes)[10]
- 2018—2019 гг. — «Семья и диабет» (The Family and Diabetes)[11]
- 2020 г. — «Медсестра и диабет» (The Nurse and Diabetes)[12]
- 2021 г. — «Доступ к лечению диабета — если не сейчас, то когда?» (Access to Diabetes Care – If Not Now, When?)[13]